# Mathias Marcher
Mathias Marcher, seltener auch Matthias Marcher (* 21. September 1853 in Oberdrauburg, Kaisertum Österreich; † 31. Dezember 1926 in Lienz, Österreich), war ein österreichischer Bergführer. Im Brotberuf Schuhmachermeister, wurde er der erfolgreichste Bergführer vor der Jahrhundertwende in den Lienzer Dolomiten. Zudem war er einer der Gründer der sozialdemokratischen Bewegung in Lienz.

## Leben
Mathias Marcher wurde am 21. September 1853 in der Gemeinde Oberdrauburg am Fuße der Lienzer Dolomiten und damit an der Grenze zu Osttirol geboren. Bereits in jungen Jahren bestieg er die Berge in seiner unmittelbaren Heimatnähe, wobei er vor allem ab den 1880er Jahren als Bergführer in Erscheinung trat und ab dieser Zeit vermehrt Erstbesteigungen, aber auch Erstbegehungen tätigte. Zu seinen Erstbesteigungen zählen unter anderem die Kleine Sandspitze (1885), der Laserzer Seekofel, sowie die beiden Leitmeritzer Spitzen (alle 1889), der Hohe Perschitzkopf (26. Juli 1890), der Große Hornkopf (28. Juli 1890), die Große Grubenspitze (1895), der Östliche Wildsender (1897), die Kerschbaumertörlspitze (1898), sowie der Südliche und Nördliche Spitzkofelturm (1899), allesamt in den Lienzer Dolomiten. Einige seiner Erstbegehungen waren ein neuer Anstieg im obersten Gipfelaufbau und die erste Überschreitung nach Süden auf der Großen Sandspitze (1888), die erste touristische Durchquerung der Wilden Badstube (1899), ein neuer Anstieg auf der Großen Keilspitze (1902) sowie die Kühbodenspitze aus der Wilden Badstube und der erste Übergang zum Spitzkofel (1905), allesamt in den Lienzer Dolomiten. Zu seinen Begleitern zählen unter anderem Gustav Baldermann, M. Deegen, Franz Fistil, Gaßler, Graf, A. Gunolt, Hochegger, Jaroschek, A. Kolp, C. Landmann, Thomas Oberwalder, Lothar Patéra, J. Rohracher, Steindl oder Stoll.
Im Jahre 1893 begleitete er auf dem damaligen Jagdsteig Peter Paul Steidl bei der Besteigung der Gamswiesenspitze, womit Steidl der erste Tourist war, der auf diesem Weg den Gipfel erreichte. Am 17. Dezember 1897 wurde in der Jahresversammlung der Alpenvereinssektion Lienz, einer Sektion des Österreichischen Alpenvereins, beschlossen, dass Marcher für seine damals bereits zehn Jahre andauernde Tätigkeit als Bergführer ein Anerkennungsdiplom verliehen bekommen soll. Dabei wurde er vor allem für seine in dieser Zeit durchgeführten Erstbesteigungen und -begehungen, sowohl in der Schobergruppe als auch in den Lienzer Dolomiten, die er teils mit Touristen, teils aber auch alleine durchgeführt hatte, gelobt. Verdient gemacht hatte er sich unter anderem auch als Begleiter Ludwig Purtschellers bei dessen Erschließungstouren in der Hochschobergruppe. Nicht nur als Bergsteiger war Marcher erfolgreich, auch in seinem Brotberuf als Schuhmacher war er viele Jahre Obmann der Fachgenossenschaft, die im Jahre 1905 gegründet wurde. Ebenso war er in der Lokalpolitik aktiv, wobei er dem Gemeinderat von Lienz angehörte, aber dann zurücktrat, um Jüngeren Platz zu machen. Des Weiteren hatte er einen Platz im Ausschuss der Alpenvereinssektion inne und leistete wertvolle Arbeit bei deren Hüttenbauten und Markierungen. Für diese Verdienste wurde er auch zum Ehrenmitglied seiner Sektion ernannt.
Am 31. Dezember 1926 verstarb Marcher 74-jährig nach einem längeren Asthmaleiden in Lienz. Seine Beerdigung am 2. Jänner 1927 wurde zu einer großen Trauerkundgebung, bei der zahlreiche Gäste zugegen waren.